# Sandgräsmal
Sandgräsmal, Elachista consortella, är en fjärilsart som först beskrevs av Henry Tibbats Stainton 1851 (1828 enligt Catalogue of Life).  Sandgräsmal ingår i släktet Elachista, och familjen gräsmalar. Arten är reproducerande och har livskraftig (LC) population i Sverige Arten är ännu inte funnen i Finland. Inga underarter finns listade i Catalogue of Life.